# دوارة كارين الإصبعية
دوارة كارين الإصبعية (الاسم العلمي:Karenia digitata) هي نوع من السوطيات الدوارة تتبع جنس الدوارة الكارين من فصيلة المتقوصرات.